# Langenwang
Langenwang – gmina targowa w Austrii, w kraju związkowym Styria, w powiecie Bruck-Mürzzuschlag. Liczy 3929 mieszkańców (1 stycznia 2015). Do 31 grudnia 2012 gmina należała do powiatu Mürzzuschlag.

## Współpraca
Miejscowość partnerska:
- Langenwang – dzielnica Fischen im Allgäu, Niemcy
- Nittendorf, Niemcy